# Милорадович Григорій Олександрович
Граф Григóрій Олексáндрович Милорáдович (6 жовтня (24 вересня) 1839, Чернігівщина — † 26 (13) серпня 1905, Чернігів) — український громадський діяч, історик і генеалог.
Також генерал-лейтенант Російської імператорської армії.

## Біографія
Старший син дійсного статського радника Олександра Григоровича Милорадовича та Софії Григорівни, уродженої Туманської.
У 1853—1857 роках навчався у Пажеському корпусі. Тоді ж почав цікавитися історією та публікувати свої перші студії у «Черниговских губернский ведомостях».
Учасник російсько-турецької війни 1877—1878 років.
Помер 13 серпня 1905 р. від паралічу серця, похований у родинному склепі на території Троїцько-Іллінського монастиря м. Чернігів.

## Наукова діяльність
Організатор і перший голова Чернігівської губернської вченої архівної комісії.
Автор багатьох праць з історії Лівобережної України, української генеалогії, геральдики, історичної бібліографії.

## Твори
- «Сказание о роде дворян и графов Милорадовичей» (Київ, 1871 — 84; Санкт-Петербург, 1894),
- «Материалы для истории пажеского корпуса» (Київ, 1876),
- «Вятка и ее достопримечательности» (Вятка, 1874),
- «Анекдоты — черты из жизни графа Милорадовича» (Санкт-Петербург, 1886),
- «Василий Иванович Туманский» (Чернігів, 1858),
- «Иностранные сочинения о Малороссии» (Чернігів, 1859),
- «Указание биографических сведений о замечательных людях Малороссии» (Чернігів, 1859),
- «Князь Сергий Павлович Голицын» (Чернігів, 1888),
- «Аркадий Васильевич Кочубей» (Санкт-Петербург, 1878),
- «Малороссийское дворянство» (Чернігів, 1890).

Видав вірші свого діда — Василя Туманського, з цінними бібліографічними даними і «Материалы для истории южной Руси» (Чернігів, 1858 і 1890).